# Frontière entre le Belize et le Mexique
La frontière terrestre  entre le Belize et le Mexique est, en Amérique centrale, une frontière internationale longue de 193 km. Son tracé actuel, presque entièrement délimité par des cours d'eau tels le Río Hondo ou le Río Azul, date de 1893.

## Tracé

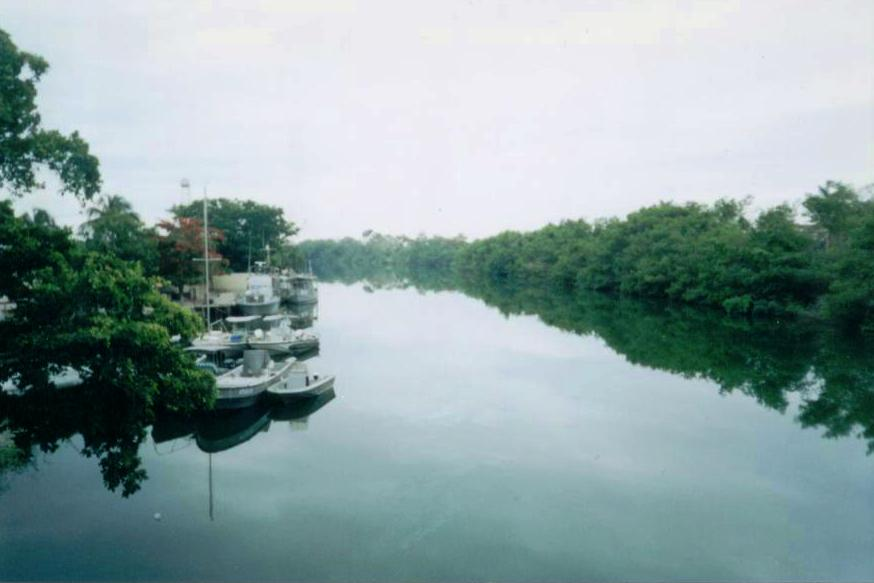
Le Río Hondo depuis le pont international entre le Mexique (à droite) et Belize (à gauche).

Cette frontière est presque totalement délimitée par des cours d'eau. Elle débute à l'embouchure du Río Hondo, dans la baie de Chetumal, à 18° 28' de latitude Nord, elle suit ensuite le cours de ce fleuve jusqu'à son affluent le Río Azul (« rivière bleue », en français), qu'elle remonte jusqu'à ce que son cours croise le méridien dit de Salto de Garbutt. De là, elle tire droit en direction du sud jusqu'au tripoint Belize-Guatemala-Mexique, à 17° 49' de latitude Nord.

## Histoire
La frontière entre le Mexique et le Belize fut très difficile à explorer et à démarquer vers 1860 en raison de sa position isolée, dans une région très faiblement peuplée, aux confins de l'État mexicain dont la capitale est située à plusieurs centaines de kilomètres au Nord. La faible présence mexicaine dans la région permit aux britanniques de constituer la colonie du Honduras britannique (1871), aujourd'hui Belize. Le Mexique ne reconnut pas les droits des britanniques sur ce territoire avant la fin du XIXe siècle. À  partir de cette époque, la position mexicaine s'infléchit en raison de la volonté  du gouvernement d'en finir avec la contrebande d'armes en provenance du Belize qui alimentait les mayas rebelles luttant contre le Mexique lors de ce qui fut appelé la guerre des Castes (1847-1901). À cette fin, le gouvernement de Porfirio Díaz transforma en territoire fédéral la zone mitoyenne du Belize qui faisait auparavant partie de l'État du Yucatán constituant ainsi le territoire de Quintana Roo et décida de négocier avec les Anglais la fixation d'une frontière commune reconnaissant ainsi la souveraineté anglaise sur le Honduras britannique et demanda en échange que cessent les livraisons d'armes aux mayas.
Dans ce but, le Mexique désigna en tant que ministre plénipotentiaire chargé des négociations le secrétaire des relations extérieures, Ignacio Mariscal et le Royaume-Uni son ministre plénipotentiaire au Mexique, Spencer St. John.

### Traité
Le traité fut signé le 8 juillet 1893 à Mexico, et une convention additionnelle lui fut adjointe le 7 avril 1897. Il est composé de quatre articles : le premier fixe la frontière, par le second le Royaume-Uni s'engage à ne plus fournir d'armes aux rebelles mayas, le troisième établit l'obligation pour chaque État d'empêcher que les Amérindiens de leurs territoires respectifs se livrent à des incursions dans le pays voisin et, enfin, le quatrième établit la ratification du traité par les gouvernements respectifs.
La convention additionnelle de 1897 établit la liberté pour les navires marchands mexicains de pouvoir naviguer sans restriction à travers la Boca Bacalar Chico et à l'intérieur de l'ensemble de la baie de Chetumal. En revanche, la marine militaire ne pouvait le faire, et, pour lui permettre l'accès à la baie en passant par le territoire mexicain, il fut décidé[Quand ?] de creuser le Canal de Zaragoza.

### Démarcation de 2007
Début 2007, la Secrétaire des Relations extérieures du Mexique a annoncé qu'en accord avec le Belize, une nouvelle démarcation des eaux territoriales allait avoir lieu dans la baie de Chetumal. Cette information provoqua initialement[Quand ?] une vive émotion dans l'opinion publique de l'État du Quintana Roo, une rumeur signalant que cela impliquait la rétrocession au Belize d'une partie des terres mexicaines par la suite[Quand ?], il fut démontré qu'il s'agissait seulement d'une rectification du tracé maritime ne remettant pas en cause le traité de 1893.

## Points de passage

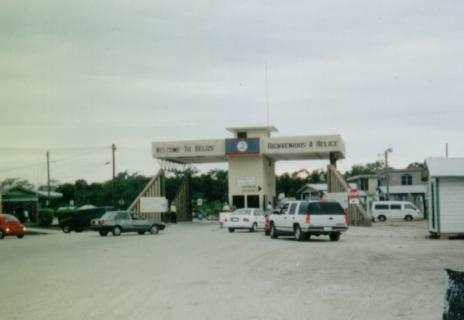
Douane à la frontière des deux pays.

Deux ponts servent de points de passage officiels. Le principal étant situé entre Subteniente López, dans l'État de Quintana Roo, au Mexique, et Santa Elena, dans le district de Corozal, au Belize. Il est proche de la capitale du Quintana Roo et principale ville de la région, Chetumal distante de 10 km. À cet endroit, un nouveau pont international est en construction[Quand ?] pour améliorer les communications entre les deux pays. Le second point de passage est situé entre La Unión, au Mexique, et Blue Creek Village, dans  le District d'Orange Walk, au Belize, à proximité de la confluence entre le Río Azul et le Río Bravo, qui forment à partir de cet endroit le Río Hondo.
La frontière entre Mexique et Belize a été sous les feux de l'actualité en 2007 en raison de la dénonciation des divers trafics qui s'y tiennent. En effet, drogues et armes circulent facilement dans cette zone reculée et l'esclavage sexuel y a cours. Les gouvernements des deux pays se sont mis d'accord pour combattre ces fléaux aux travers d'accords bilatéraux. Une importante activité commerciale et touristique légale s'est aussi mise en place, surtout au Belize, qui a établi[Quand ?] une zone franche au point de passage Nord et a autorisé la construction de casinos, interdits au Mexique, et qui constituent une importante attraction touristique.